# 多马戈伊·布拉达里奇
多马戈伊·布拉达里奇（1999年12月10日—），克罗地亚男子足球运动员，场上位置是後衛。現效力於意甲球隊維羅納。他曾代表克罗地亚参加2020年欧洲足球锦标赛，结果队伍止步十六强赛。

## 榮譽
里爾
- 法國足球甲級聯賽：2020–21
- 法國超級盃：2021[2]